# 胡克定
胡克定，CMG（英語：Chris Wood、全名，1959年1月19日—），英國外交官，自2019年起出任英國駐上海總領事，此前亦歷任歐洲聯盟駐華代表團副團長（2016年－2019年）、英國在台辦事處代表（2013年－2016年）、英國駐華大使館公使（2008年－2012年）、英國外交部美洲司長（2007年–2008年）、英國駐廣州總領事（2003年－2006年）等職。
胡克定於英格蘭西部的西密德蘭郡出生、就學，1981年自劍橋大學畢業，同年即加入英國外交部服務。除外交生涯外，亦曾任職於英國內閣辦公廳、環境部和前港英政府，具有參與中英協商及國內行政、經濟、環保和福利事業的經歷，並於外交部內學習中文。此後他獲派至北京、廣州兩地的英國使領館，並在總領事任內擴大了總領館在華業務轄區。調赴台灣擔任辦事處代表期間，胡氏則負責處理台英雙邊關係、協議簽訂，並將處名從原本的「英國貿易文化辦事處」易名為「在台辦事處」，彰顯其為英國政府駐台正式機關。

## 生平

### 早年生涯
胡克定在1959年1月19日誕生於西密德蘭郡境內的伍爾弗漢普頓。他早年的求學生涯於同郡的考特沃安德小學和高阿卡爾文法學校渡過，並在16歲參加就業規劃時，依顧問建議將未來發展方向定在外交官上，藉此結合其語言學習及興趣。其後，胡克定入讀劍橋大學菲茨威廉學院，在校時曾修習德語和法語，1981年獲得該校現代及中世紀語言榮譽文學士學位。

### 外交及政府生涯
胡克定於1981年畢業後即進入外交部，至1982年間服務於西歐司，擔任該司科員及三等秘書，1982年－1984年內則於倫敦和香港進行中文培訓。該年至1987年間，胡氏加入港英政府擔任助理政治顧問，投入英國與中華人民共和國間關於香港主權移交的談判事務。1987年調返外交部本部後，他任職於香港司，並主管該司的香港發展部（Future Section），1989年－1991年間則至外交部安全協調司（Security Co-ordination Department）工作。
胡克定於1992年至1998年間曾改隸環境部（期間改名為環境交通地區部）任職，當上該部歐洲共同體處（European Community Branch）處長、國際空氣污染處（International Air Pollution Branch）處長，此間的1995年－1998年還曾擔任國務大臣私人秘書。1998年起，他調入英國內閣辦公廳經濟內政秘書處（Economic & Domestic Secretariat），亦歷任公共支出、經濟事務、環境議題、地方政府及福利改革等數個領域的內閣委員會秘書。2001年後，轉任副首相辦公室中央政策處的國際及政策組（International & Policy Team）組長，至2002年止。
2003年1月至7月內，胡克定回到外交部參加了全日制的中文語言複習課程，隨即奉派為英國駐廣州總領事。胡克定到任時的總領館業務包含廣東省、福建省、海南省與廣西壯族自治區四地的英國利益，湖南省則在他任內的2005年8月得到批准、納入廣州英領館領務辖區。2006年9月屆滿離穗後，胡氏重返外交部本部，2007年2月起就任美洲司司長、2008年9月結束司長任期。同年12月至2012年8月間，則派至英國駐華大使館，兼任公使和副館長。
2013年3月，胡克定赴台灣上任英國貿易文化辦事處處長，該機構除了服務在台英僑外，尚包含英台經貿、科學及創新交流之促進工作。在他處長任上，與台灣方面簽訂了智慧財產權合作諒解備忘錄、台英移交受刑人協議。2015年5月，胡克定又為了使辦事處處名充分呈現業務內容、反映其作為英國政府駐台正式機關的性質，而宣布將之更名為英國在台辦事處。2016年8月24日，胡克定的駐台任期結束，其職位自翌日起由副代表陶戴明（Damion Potter）暫代，而胡氏則於同年內改任歐盟駐華代表團副團長。

## 家庭及個人生活
胡克定的父親名叫泰瑞·伍德（Terry Wood），母親則是喬伊絲·伍德（Joyce Wood）。他的興趣為電影、戲劇、游泳和文學，幼時即與雙親欣賞莎士比亞作品，除了德語、法語及中文之外，還學過拉丁語和西班牙語。胡克定早年曾以「武德」為漢名，但派駐香港期間，由於此名與粵語「無德」同音，遂決定在中文教師建議下，以其名字和中間名的字首和作基礎，重取「克」、「定」兩字為名。